# Makó látnivalói

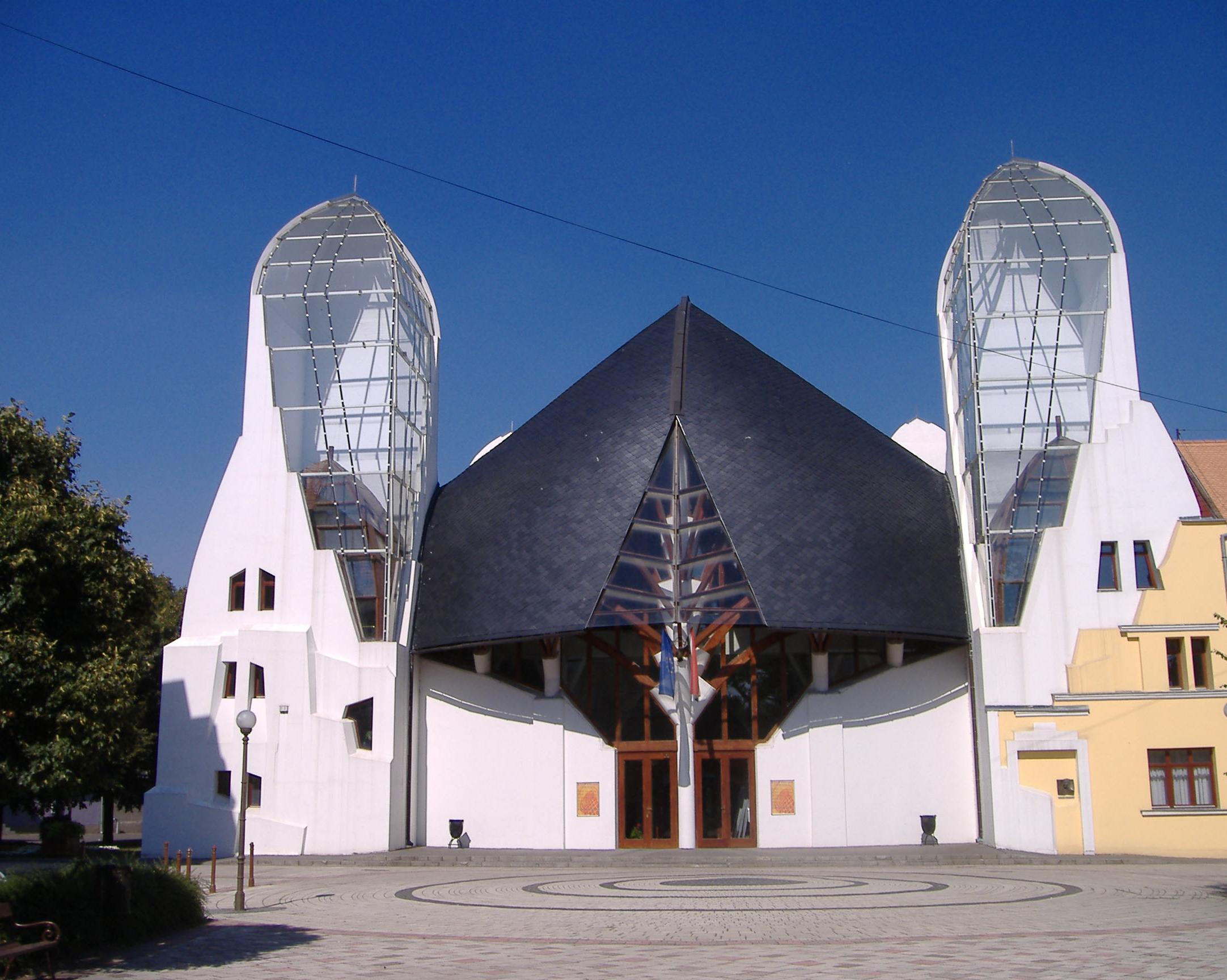
A Hagymaház

Ez a szócikk Makó város számottevő jelentősebb idegenforgalmi vonzerővel bíró látnivalóit, épített és szellemi örökségét, természeti értékeit mutatja be.

## Belváros
- A történelmi városközpontban található a legtöbb nevezetesség. A Széchenyi teret, a város főterét az eklektikus Korona Szálló, a neobarokk Bérpalota és a romantikus Régi városháza szegélyezi. A Korona szálló előtt állították fel 1921-ben a Hősi emlékművet. Az ún. Csipkesor előtt található a szoborpark, ahol bronzba öntötték a város nagy fiait: Galamb Józsefet, Návay Tamást, Dobsa Lajost és Pulitzer Józsefet. A főtérből nyílik a város sétálóutcája, ahol a neobarokk Postapalota tőszomszédságában áll a Makovecz Imre kiemelkedő alkotása, a Hagymaház áll. Az épülettel szemben helyezték el Fritz Mihály alkotását, a Múzsák kútját. A Széchenyi tér folytatása a Megyeház utca; itt áll a Városháza, ami 1950 előtt Csanád vármegye székhelyeként funkcionált; a városi bíróság, valamint a korábbi takarékpénztár épülete, ami a historizmus egyetlen világi emléke Makón. A klasszicista stílusban készült városháza közvetlen közelében három szobrot is elhelyeztek: Hollósy Kornáliáét, Návay Lajosét, valamint a monumentális Kossuth-szobrot, Kallós Ede alkotását. A Megyeház utcában épült föl a József Attila Múzeum, ami 2005-ben az "Év Múzeuma" címet nyerte el; mellette egy kis park közepén áll a Juhász Gyula-emlékfa, egy közel 200 éves kocsányos tölgy, a város legértékesebb fája. Az utcából nyílik a Kazinczy  és az Úri utca is; előbbiben az Espersit-ház, a város rangos irodalmi kiállítóhelye, az utóbbiban pedig a klasszicista Dózsa-Felletár-ház található. A Deák Ferenc utcában épült fel a városi könyvtár; az épület ad helyet a Makói Panoptikum állandó kiállításának is. Főként a történelmi belváros köztereinek aszfaltjába süllyesztettek botlatóköveket, amelyek a Holokauszt makói elszenvedőinek állítanak emléket.

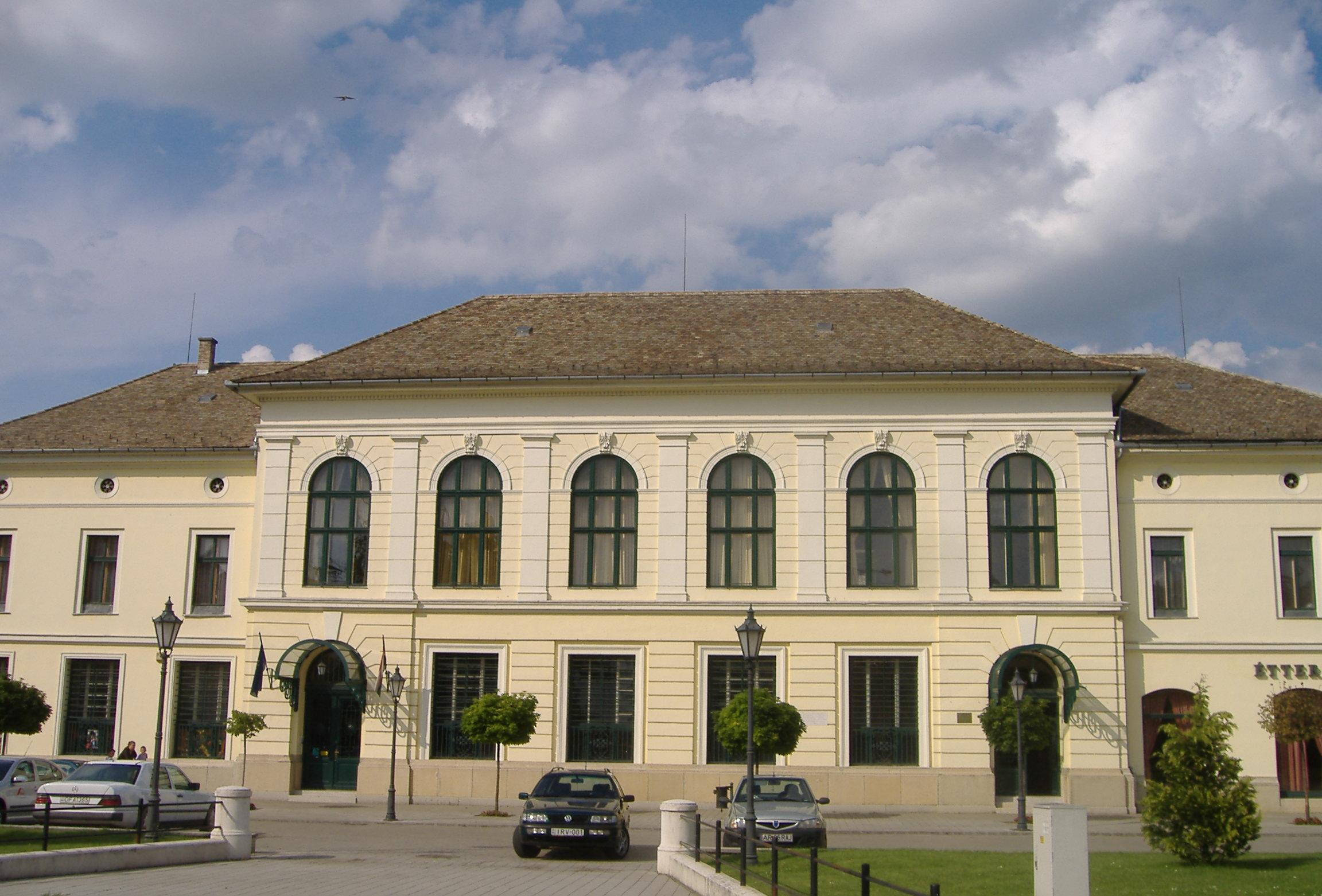
A Korona szálló

- A Középvárosként ismert részen található a város legjelentősebb idegenforgalmi vonzereje, a Termál- és Gyógyfürdő, ami 11 medencével, wellness-, élmény- és gyógyelemekkel várja az idelátogatókat. Az épített örökség a rendőrkapitányság, a csendőrségi palota, a pénzügyi palota – benne a Sportmúzeummal) -, a Lonovics-kúria és a József Attila Gimnázium révén képviselteti magát. Ez utóbbi már a Csanád vezér téren áll, 1895-ben emelték eklektikus stílusban; mellé Makovecz Imre tervezett modern sportcsarnokot, ami Erdei János nevét viseli. Tőle jobbra áll a Püspöki rezidencia és kápolna, egy hófehér falú klasszicista, kuriális épület. A tér gazdag zöldfelületekben, parkosított környezetben áll az '56-os és a második világháborús emlékmű, valamint Szent István király lovasszobra, a megye legkvalitásosabb ilyen jellegű alkotása. A Csanád vezér tér közelében található az 1 ha kiterjedésű Petőfi park, a város legnagyobb egybefüggő zöldfelülete – park bejárata mellett állították föl Petőfi Sándor szobrát -; a térből nyílik a Vorhand Mózes Rabbi tér, a makói zsidóság egykori központja az ortodox zsinagógával.

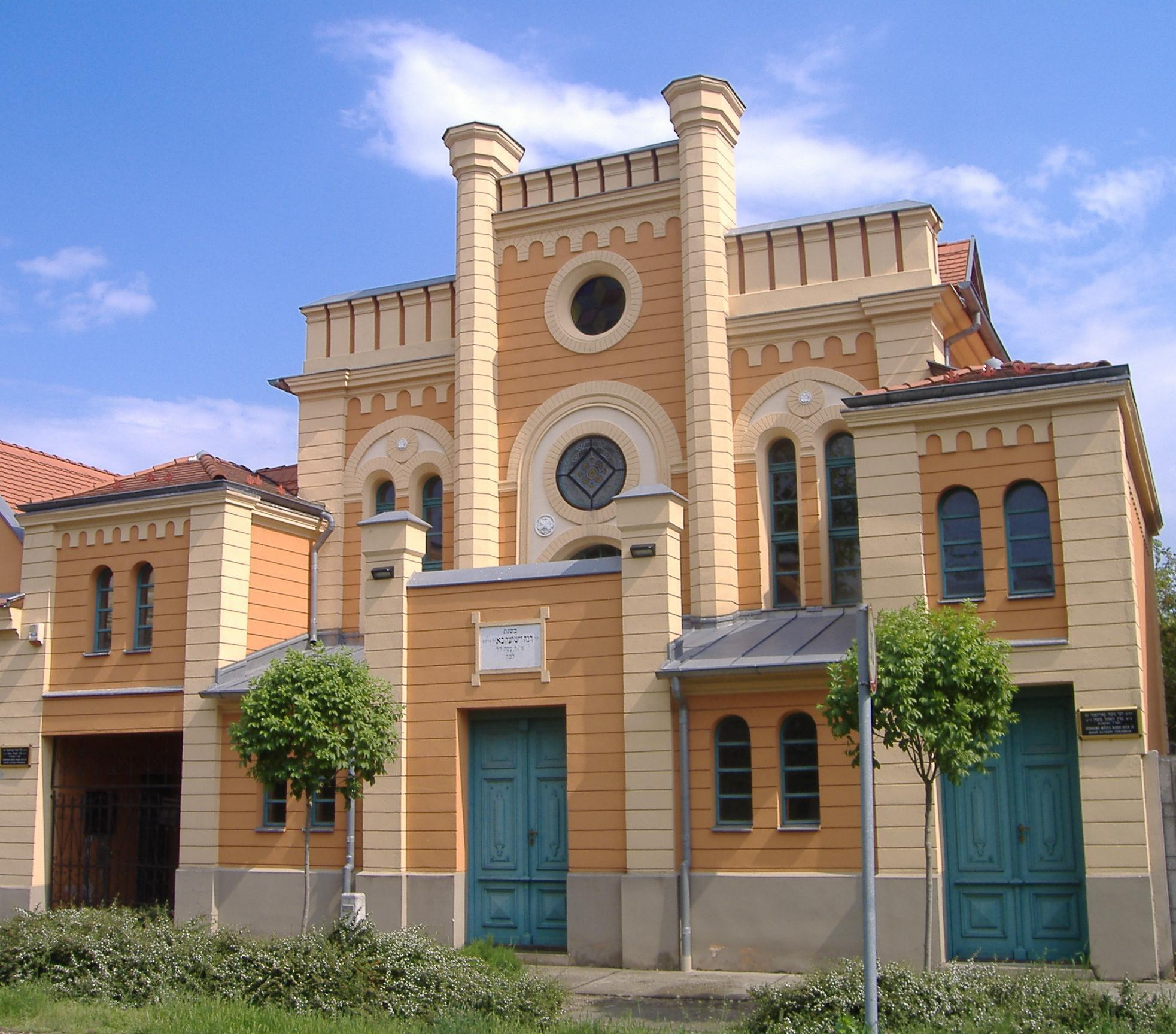
Az ortodox zsinagóga

- A református városrész magját a Református ótemplom adja, a műemlékké nyilvánított barokk templomot 1776 és 1788 között építették. Szomszédságában áll a református polgári fiúiskola (Makó) és a Bagolyvár; ma mindkettőben a Makói Általános Iskola diákjai tanulnak. Az ótemplom mögötti korábbi paplakból lett kialakítva a Szikszai-Szirbik-emlékház, ahol a vidék reformátusságának történetét ismerhetik meg a látogatók. Nem messze tőle áll a Hagymaszobor, a városnak világhírnevet szerző növény művészi megfogalmazásban ábrázolva.
- Buják elnevezéssel illetett terület központja a Szent István tér, ahol az államalapító királyról elnevezett plébániatemplom is található. A téren áll a katolikus fiúiskola épülete, valamint három szobor: a Szentháromságé, Szent Annáé és a Szeplőtelen fogantatásáé – ez utóbbi a város legrégebbi megmaradt szobra.
- Az orosz fertály központja a görögkatolikus templom, ami az Erdélyi püspök utcából nyíló Templom közben található.

## Vertán
Vertán városrészt a Kálvária utca választja el a Belvárostól; az út érinti a Kálvária-dombot, a város ősi szakrális helyét, egyúttal legmagasabb pontját. A dombon áll a Kálvária-kápolna, ami 1734-ben épült, és Makó legrégebbi épülete. A városrészben nazarénus, római katolikus és református temető, valamint zsidó kegyeleti park található; a római katolikus temető közepén áll a Szent Anna-kápolna.

## Újváros

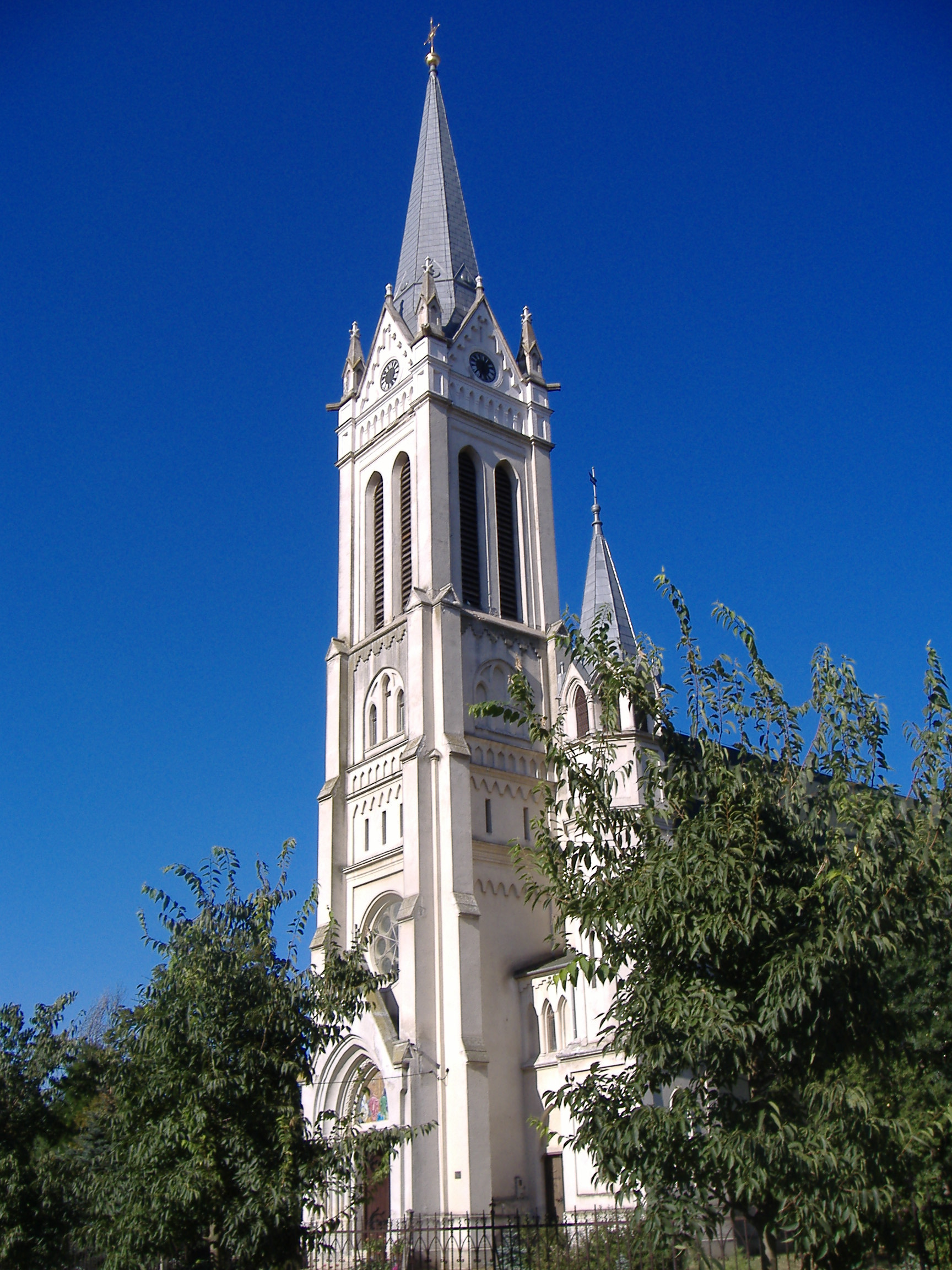
Az újvárosi római katolikus templom

A városrészben három felekezet is templomot épített, így itt található az újvárosi római katolikus, az újvárosi református és az evangélikus templom is.

## Honvéd
Makó legnagyobb infrastrukturális hiányosságaival küszködő városrészében említésre méltó látnivaló a műemléki védelem alatt álló görögkatolikus temetőkápolna, a Mementó-szobor, és a királyhegyesi úti református imaház.

## Külterületek
Makó város külterületei is rendelkeznek számottevő építészeti örökséggel: a bogárzói tanyavilágban található például az 1907-ben épített Páduai Szent Antal-templom. Emlékoszlopot helyeztek el Rákoson és Igáson egyaránt; ezek a mára elpusztult középkori falvaknak állítanak emléket. A város határában, a Maros partján található a Körös–Maros Nemzeti Park részét képező Landori erdő.